# Лиз Феър
Лиз Феър (Liz Phair) е американска певица, бард и китарист. Ранният ѝ успех е главно в жанровете инди рок и лоу-фай. Пълното ѝ име е Елизабет (Лиз) Кларк Феър.
Започва кариерата си в началото на 90-те години, когато издава самостоятелно няколко аудиокасети под псевдонима Гърли Саунд. По-късно подписва с независимата звукозаписна компания „Матадор Рекърдс“. Дебютният ѝ студиен албум, Exile in Guyville, се радва на подкрепата на критиката. Само след няколко години списание Ролинг Стоун публикува класацията си „500 най-велики албуми на всички времена“ и той попада в нея. 10 години след дебюта си, Феър издава своя четвърти албум, озаглавен Liz Phair. Той се издава от „Капитол Рекърдс“ и отбелязва промяна в ориентацията ѝ – тя предприема завой към поп музиката. Над 3 млн. копия от алумите на Феър са продадени по целия свят. Последният ѝ албум, Funstyle, е издаден на 3 юли 2010 г.